# Willancourt
Willancourt is een plaats in de Belgische streek de Gaume in de Provincie Luxemburg in de gemeente Musson.
Deelgemeenten: Musson · Mussy-la-Ville

Overige dorpen: Baranzy · Gennevaux · Signeulx · Willancourt

Belgische gemeenten · Arrondissement Virton · Luxemburg · Wallonië